# Champigneulles-en-Bassigny
Champigneulles-en-Bassigny ist eine französische Gemeinde mit 39 Einwohnern (Stand: 1. Januar 2022) im Département Haute-Marne in der Region Grand Est (bis 2015 Champagne-Ardenne). Sie gehört zum Arrondissement Chaumont und zum Gemeindeverband Meuse Rognon.

## Geografie
Die Gemeinde Champigneulles-en-Bassigny liegt in der Landschaft Bassigny nahe der oberen Maas, 32 Kilometer westsüdwestlich von Vittel und etwa 46 Kilometer östlich der Départements-Hauptstadt Chaumont. Im Osten grenzt die Gemeinde an das Département Vosges. Die Fließgewässer im 6,84 km² umfassenden Gemeindegebiet entwässern über den Ruisseau du Grand Étang in die Maas. Bis auf die beiden Forste Bois Communal Dit la Noue und Gros Bois im Norden und Westen wird der größte Teil des Gemeindeareals von Acker- und Weideflächen geprägt. Umgeben wird Champigneulles-en-Bassigny von den Nachbargemeinden Chaumont-la-Ville im Norden, Blevaincourt im Osten, Germainvilliers im Süden, Breuvannes-en-Bassigny im Südwesten sowie Doncourt-sur-Meuse im Westen.

## Ortsname
Zur Zeit der Gemeindegründungen 1793 hieß die Gemeinde noch Champigneul, ab 1801 Champigneulles. Per Dekret wurde der Name 1924 zum heute noch gültigen Champigneulles-en-Bassigny geändert, um die Gemeinde vom nahegelegenen Champigneulles im Département Meurthe-et-Moselle zu unterscheiden.

## Bevölkerungsentwicklung
| Jahr      | 1962 | 1968 | 1975 | 1982 | 1990 | 1999 | 2009 | 2021 |
| Einwohner | 94   | 100  | 93   | 77   | 76   | 58   | 55   | 40   |

Im Jahr 1806 wurde mit 287 Bewohnern die bisher höchste Einwohnerzahl ermittelt. Die Zahlen basieren auf den Daten von cassini.ehess und INSEE.

## Sehenswürdigkeiten
- Kirche Saint-Thiébault (St. Theobald)
- Kapelle Saint-Roch (St. Rochus)
- Flurkreuz

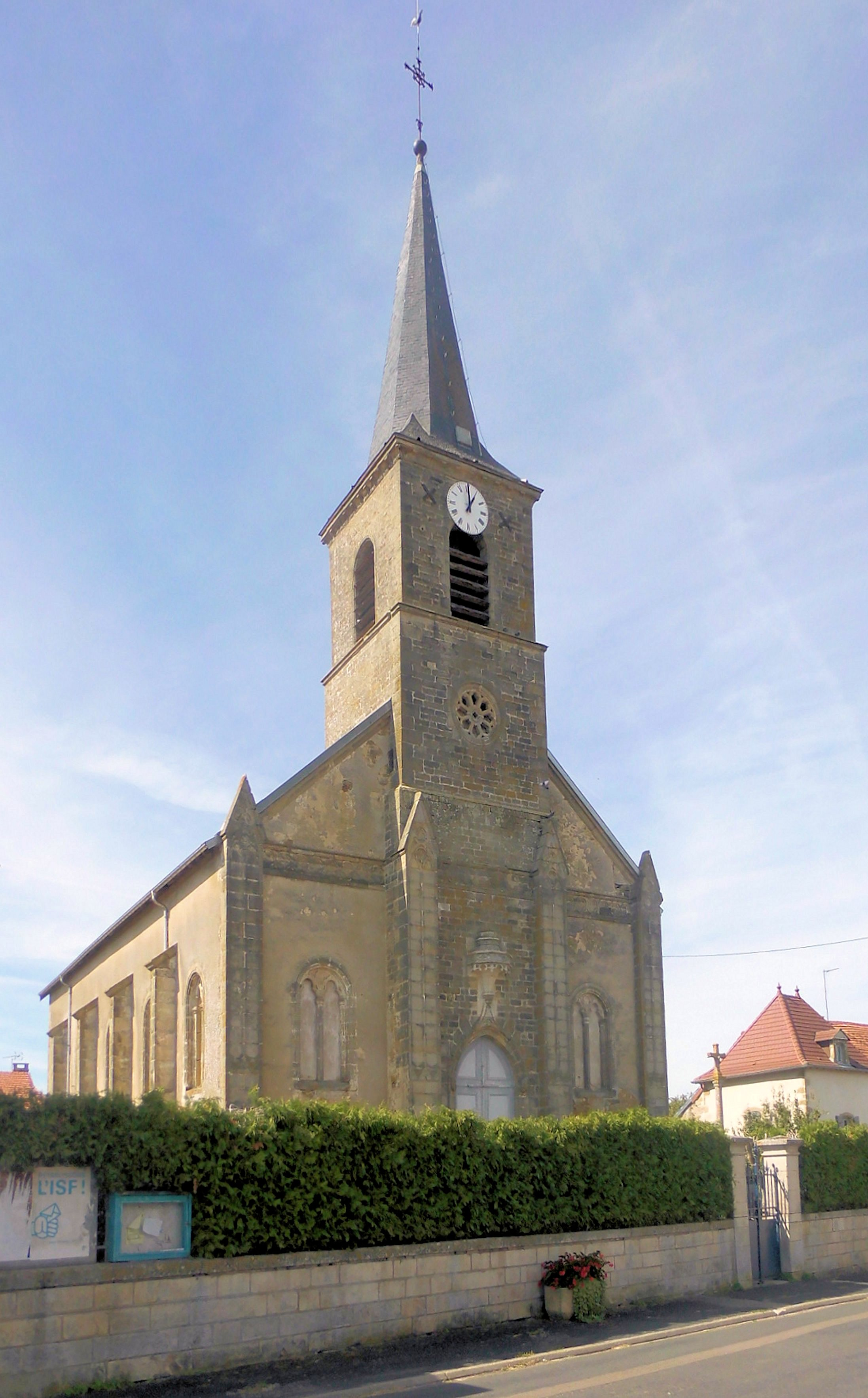
Kirche St. Theobald
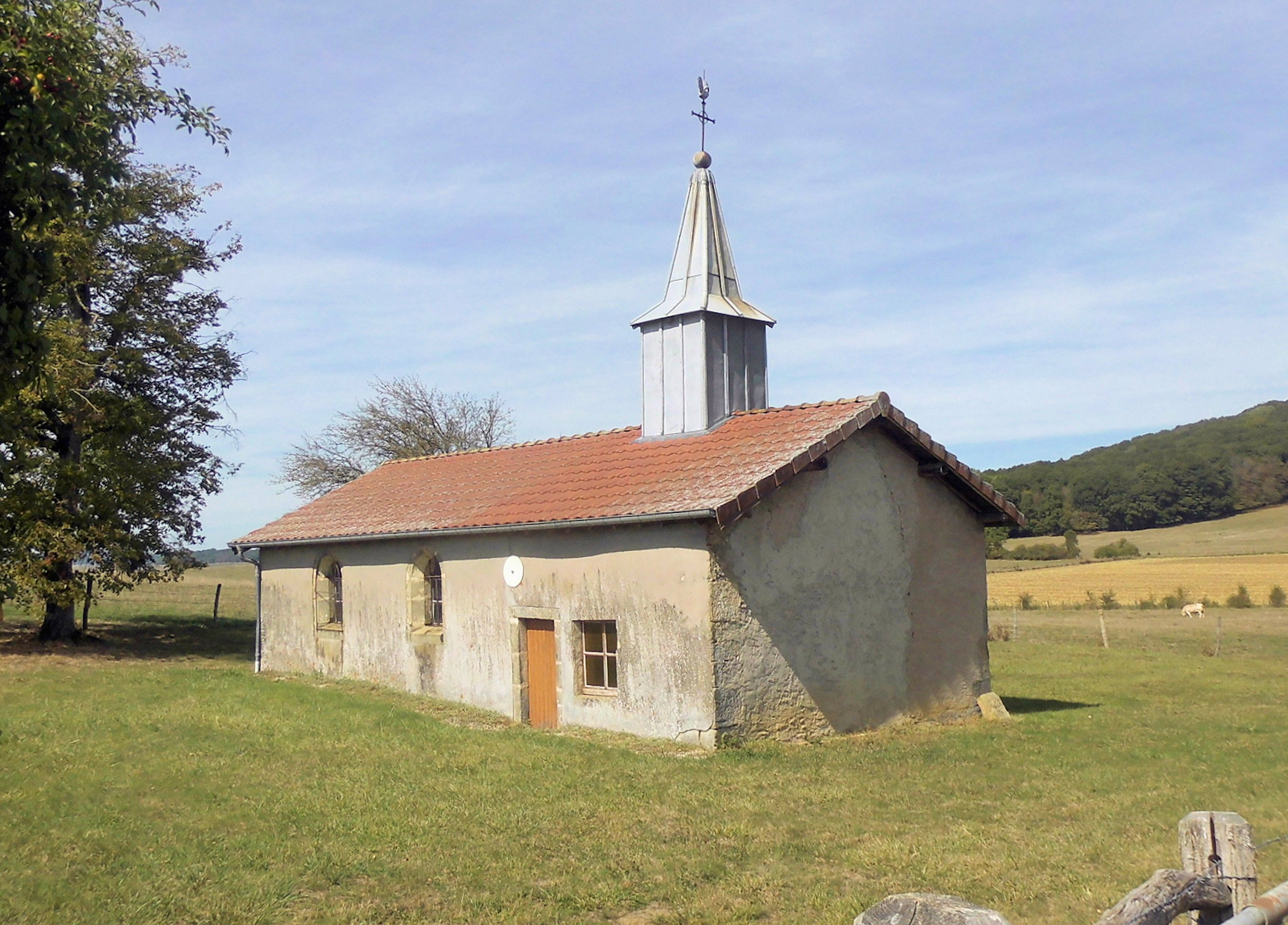
Kapelle St. Rochus

## Wirtschaft und Infrastruktur
Die Gemeinde Champigneulles-en-Bassigny ist ländlich geprägt. In der Gemeinde sind fünf Landwirtschaftsbetriebe ansässig (Getreideanbau, Milchviehhaltung).
Von Champigneulles-en-Bassigny aus gibt es Straßenverbindungen in alle Nachbargemeinden. Fünf Kilometer nordöstlich besteht ein Anschluss an die mautpflichtige Autoroute A 31. Der Bahnhof in der fünf Kilometer entfernten Gemeinde Rozières-sur-Mouzon liegt an der Bahnstrecke Merrey–Vittel.

## Belege
1. ↑  Ortsname auf cassini.ehess.fr (französisch)
2. ↑  Champigneulles-en-Bassigny auf cassini.ehess
3. ↑  Champigneulles-en-Bassigny auf INSEE
4. ↑  Landwirtschaftsbetriebe auf annuaire-mairie.fr (französisch)